# Les Useres
Les Useres (em valenciano) ou Useras (em castelhano), oficialmente chamado les Useres/Useras, é um município da Espanha na província de Castelló, Comunidade Valenciana. Tem 80,7 km² de área e em 2021 tinha 968 habitantes (densidade: 12 hab./km²).

## Demografia
| Variação demográfica do município entre 1991 e 2004 | Variação demográfica do município entre 1991 e 2004 | Variação demográfica do município entre 1991 e 2004 | Variação demográfica do município entre 1991 e 2004 |
| --------------------------------------------------- | --------------------------------------------------- | --------------------------------------------------- | --------------------------------------------------- |
| 1991                                                | 1996                                                | 2001                                                | 2004                                                |
| 1154                                                | 1094                                                | 993                                                 | 988                                                 |